# Aristotelia subdecurtella
Aristotelia subdecurtella — вид лускокрилих комах з родини виїмчастокрилі молі (Gelechiidae).

## Поширення
Палеарктичний вид. Поширений в Європі (за винятком Норвегії, Бельгії, Іспанії, Швейцарії, Чехії та більшої частини Балканського півострова) та Північній Азії. Середовище проживання складається з заболочених територій.

## Опис
Розмах крил 12-13 мм.

## Спосіб життя
Дорослі особини були зареєстровані на крилах з кінця червня до серпня. Личинки живляться плакуном верболистим (Lythrum salicaria) і чистцем болотяним (Stachys palustris). Вони живуть між пагонами, пряденими докупи шовком.